# فریتول
فریتول (به انگلیسی: Fritwell) یک روستا و محله مدنی در بریتانیا است که در چرول واقع شده‌است. فریتول ۷۳۶ نفر جمعیت دارد.